# Регата
Регата (итал. regatta) је такмичење у веслању, једрењу или мотонаутици, које се одржава на одређеној стази са стартом и циљем. Регата може бити и рекреативног карактера и подразумева заједничку пловидбу групе људи на већем броју чамаца, јахти и пловила.
Веслачка регата почиње заједничким стартом чамаца из стања мировања. Исто је и са регатом кајака и кануа на мирним водама. Кајакашко такмичење на дивљим водама не зове се регата.
Код регата у једрењу и мото-наутици чамци на старту су у покрету, али пре знака за почетак не смеју прећи преко стартне линије. Успех у једриличарским и мото-наутичким регатама много зависи од технички особина чамца и временских услови (ветар и таласи). Да би се услови у једрењу донекле изједначили, одржава се низ од 3, 5 или 7 регата, чији се резултати сабирају, што одређује коначан пласман.
У Енглеској су чувене веслачке регате универзитета Оксфорд и Кембриџ које се одржавају од 1829. године, као и Хенлијевска регата на којој учествују најбољи веслачи Европе.